# Liste der Einträge im National Register of Historic Places im Scott County (Tennessee)
Die Liste der Einträge im National Register of Historic Places im Scott County enthält die im Scott County des US-Bundesstaates Tennessee ins National Register of Historic Places eingetragenen Anwesen und historischen Distrikte. Aufgeführt ist separat ein Anwesen, dessen Eintrag gelöscht wurde.
| [ 1 ] | Name                              | Bild                              | Eintragsdatum                 | Lage                                                                       | Ort        | Beschreibung |
| ----- | --------------------------------- | --------------------------------- | ----------------------------- | -------------------------------------------------------------------------- | ---------- | --- |
| 1     | Barton Chapel                     | Barton Chapel                     | 12. Juli 1984 ID-Nr. 84003679 | U.S. Highway 27 36° 21′ 6″ N, 84° 35′ 19″ W                                | Robbins    | |
| 2     | Louis E. Bryant House             | Louis E. Bryant House             | 29. Mai 1975 ID-Nr. 75001776  | 3 km östlich von Oneida an der Bear Creek Rd. 36° 32′ 50″ N, 84° 29′ 18″ W | Oneida     | |
| 3     | First National Bank of Huntsville | First National Bank of Huntsville | 11. Juli 1985 ID-Nr. 85001510 | 4 Courthouse Square 36° 24′ 33″ N, 84° 29′ 27″ W                           | Huntsville | |
| 4     | Old Scott County Jail             | Old Scott County Jail             | 18. Apr. 1974 ID-Nr. 74001927 | Courthouse Sq. 36° 24′ 30″ N, 84° 29′ 27″ W                                | Huntsville | |
| 5     | Rugby Colony                      | Rugby Colony                      | 26. Apr. 1972 ID-Nr. 72001249 | State Route 52 36° 21′ 40″ N, 84° 42′ 1″ W                                 | Rugby      | erstreckt sich ins Morgan County; der im Scott County liegende Teil des historischen Distriktes umfasst den Laurel Dale Cemetery. |

## Ehemaliger Eintrag
| [ 1 ] | Name                   | Bild | Eintragsdatum        | Lage           | Ort        | Beschreibung                  |
| ----- | ---------------------- | ---- | -------------------- | -------------- | ---------- | ----------------------------- |
| 1     | Huntsville High School |      | 1987 ID-Nr. 87001119 | 220 E Main St. | Huntsville | gestrichen am 7. Februar 1996 |